# Large Carnivore Initiative for Europe
La Large Carnivore Initiative for Europe (LCIE) è un gruppo di lavoro della Commissione IUCN per la conservazione delle specie ed un'organizzazione non governativa. Presidente della LCIE è il segretario del Gruppo Specialistico IUCN Wolf Luigi Boitani. L'obiettivo dell'organizzazione è mantenere e ristabilire popolazioni vitali di grandi carnivori in coesistenza con gli esseri umani come parte integrante dell'ecosistema e del paesaggio in tutta Europa.

## Posizione propria
L'originario gruppo di specialisti del lupo dell'IUCN aveva pianificato la protezione e la reintroduzione del lupo in Europa negli anni '70 con l'obiettivo di studiare lo stato di conservazione del lupo e di "conservare il lupo come specie vitale negli ambienti holarttici del mondo in perpetuo per scopi scientifici, educativi ed economici e di migliorare la comprensione e l'apprezzamento del lupo come elemento importante e utile degli ecosistemi naturali, in modo che le persone ne traggano piacere e soddisfazione come risultato della loro presenza nelle comunità selvatiche". Corrispondendo a questa idea originale, il Manifesto della Convenzione di Berna dice: "I lupi, come tutti gli altri animali selvatici, hanno il diritto di esistere allo stato selvatico. ... deriva dal diritto di tutti gli esseri viventi di coesistere con l'uomo come parte degli ecosistemi naturali". Pertanto il manifesto raccomanda di identificare le aree con un diverso valore potenziale per la conservazione del lupo:
- zone in cui il lupo sarebbe completamente protetto
- zone da cui i lupi selezionati potrebbero essere rimossi secondo un piano di gestione
- zone in cui il lupo poteva essere cacciato con i soli limiti delle attuali norme sulla caccia[5]

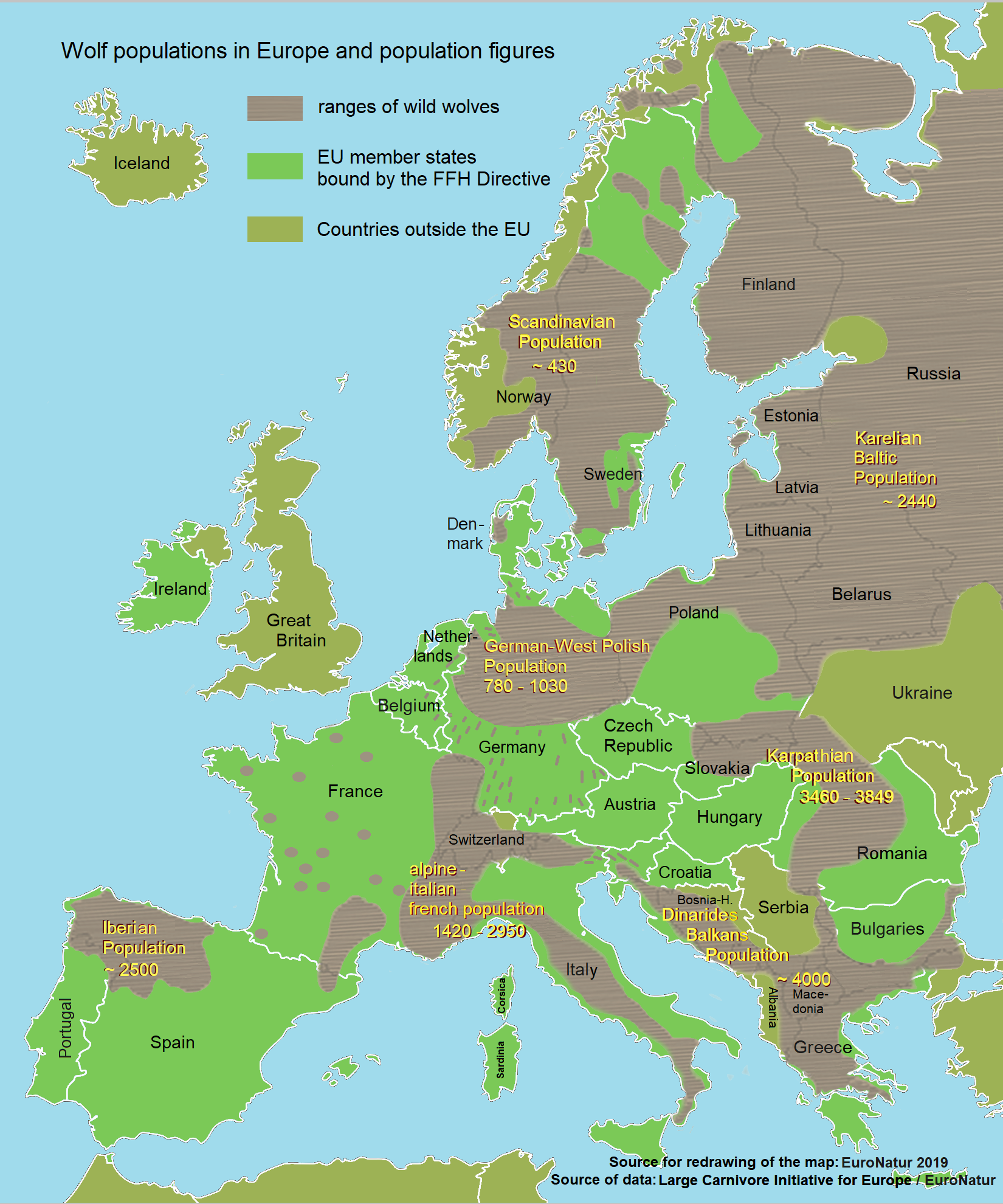
Popolazioni di lupi in Europa 2019

Al contrario, Luigi Boitani e i suoi seguaci della LCIE sostengono l'idea della coesistenza di lupi e bestiame al pascolo in paesaggi culturali densamente popolati, con lupi e animali al pascolo che condividono lo stesso habitat e per cui ai lupi deve essere impedito l'attacco agli animali al pascolo da parte di recinzioni elettriche e cani custodi del bestiame. Secondo Boitani, "coesistenza" è la parola chiave, nel senso che è presumibilmente possibile "minimizzare" i conflitti con i lupi in tali habitat condivisi.
Senza cercare un sistema di zonizzazione, la LCIE definisce unità spaziali sempre più piccole che dovrebbero contenere le proprie popolazioni, alle quali si dovrebbe applicare il numero di una popolazione minima vitale, non più riferendosi alle popolazioni europee esistenti in unità spaziali naturali, ma sostenendo che ogni singolo stato europeo all'interno dei propri confini politici deve avere la propria popolazione in uno stato di conservazione favorevole. Riconosce che anche la Direttiva Habitat "sembra" offrire spazio per un approccio transnazionale, sebbene ciò richieda presumibilmente un piano di gestione comune per tutti i paesi in cui vive parte della popolazione di lupi interessati. Il BfN-skript 413 "Monitoraggio di lupo, lince e orso in Germania" recita: "Poiché l'oggetto di qualsiasi pianificazione della conservazione dovrebbe essere l'intera entità biologica, la popolazione, le linee guida raccomandano una valutazione a livello di popolazione".
La LCIE collabora con l'organizzazione Rewilding Europe.
Tuttavia, per le aree di pascolo del bestiame, Luigi Boitani ha proposto l'introduzione di un sistema di zonizzazione come opzione di gestione una volta raggiunto lo Stato di conservazione favorevole al lupo in Europa.

## Influenzare la politica europea
La LCIE ha un ruolo consultivo fondamentale per la Grande Unità Carnivori della Commissione Europea e per il Comitato Permanente della Convenzione di Berna. La LCIE prepara i documenti rilevanti per l'UE come base per i piani di gestione nazionali per i grandi carnivori lupo eurasiatico, lupo italiano, lince, orso bruno e ghiottone in Europa. Inoltre, molti dei suoi membri sono coinvolti in attività di reintroduzione e protezione di queste specie predatrici, svolgono compiti chiave nel monitoraggio delle popolazioni di lince, orso bruno e ghiottone e nel monitoraggio del lupo, e scrivono o coautore di pubblicazioni.
I documenti della serie di sceneggiature per il Bundesamt für Naturschutz sono redatti da membri della LCIE. Nel 2007 vi hanno tenuto un workshop sulla base delle "Linee guida per i piani di gestione dei grandi carnivori a livello di popolazione" che essi stessi avevano sviluppato per conto della Commissione UE. Un membro tedesco è Ilka Reinhardt.
Esiste una piattaforma UE sulla coesistenza tra esseri umani e grandi carnivori proposta da Luigi Boitani. Nel 2017, un convegno sulla "Coesistenza con i grandi carnivori": Sfide e soluzioni".

## Critica
Un portavoce delle organizzazioni di contadini di montagna in Svizzera che cercano di difendersi dalla reintroduzione e dalla diffusione dei grandi carnivori nella regione alpina giudica le attività della LCIE come segue: Non ci sono state obiezioni all'obiettivo dell'IUCN di influenzare la società a livello globale sulle questioni di protezione della natura. Tuttavia, questa organizzazione avrebbe perso la sua presa grazie al suo potere, come dimostra la sua visione di ricostruzione attraverso i grandi predatori. L'IUCN ha delegato l'attuazione alla LCIE come holding. Una presunta possibile coesistenza pacifica tra lupi selvatici protetti e l'allevamento di animali solo con la protezione delle mandrie è stata una deliberata disinformazione delle organizzazioni per la protezione della natura. Esse stanno pianificando il mondo rurale del futuro in aree che non appartengono a loro. La popolazione locale verrebbe politicamente ignorata e gli attacchi dei predatori ai loro animali al pascolo equivarrebbe a una quasi espropriazione, che nella sola Svizzera colpisce 7300 aziende agricole di montagna i cui bovini da latte forniscono ogni anno circa 100000 tonnellate di latte, di cui il 60% viene trasformato in circa 5200 tonnellate di formaggio.
Il paesaggio culturale unico della regione alpina, con il suo alto valore ricreativo per gli escursionisti di montagna e per gli altri visitatori provenienti dalle aree urbane in cerca di relax, non è stato creato dalla pianificazione virtuale dei ricercatori. Il Parco Adula, ad esempio, è caratterizzato da un'elevata biodiversità, dalla diversità degli ecosistemi e da paesaggi naturali e culturali intatti. Il Parco Nazionale delle Cévennes, un massiccio montuoso con alpeggio, è stato dichiarato patrimonio dell'umanità dall'UNESCO. Tuttavia, questi valori non sono stati creati dalla designazione di queste aree come parchi naturali, ma dal lavoro manuale svolto nel corso di migliaia di anni dagli agricoltori locali che hanno creato aree di grande valore culturale e paesaggistico.
In relazione al piano d'azione di Boitani, si fa riferimento all'articolo 22 della direttiva FFH, che recita: " ... e purché tale reintroduzione sia preceduta da un'adeguata consultazione del pubblico interessato." Questo articolo è stato ignorato dall'IUCN e dalle organizzazioni per la protezione della natura, mentre ai cittadini è stato presentato il fatto compiuto.